# Massagris
Massagris là một chi nhện trong họ Salticidae.